# Hyalinobatrachium
Hyalinobatrachium Ruiz-Carranza & Lynch, 1991 è un genere di rane della famiglia Centrolenidae.

## Descrizione
Le specie di questo genere sono caratterizzate dal fatto di avere un fegato bulboso coperto da pigmento bianco, un peritoneo parietale trasparente, un'ampia membrana tra le dita esterne e la mancanza di una spina omerale nei maschi adulti.

## Tassonomia
Il genere comprende 33 specie:
- Hyalinobatrachium adespinosai Guayasamin, Vieira, Glor, and Hutter, 2019
- Hyalinobatrachium anachoretus Twomey, Delia, and Castroviejo-Fisher, 2014
- Hyalinobatrachium aureoguttatum (Barrera-Rodriguez and Ruiz-Carranza, 1989)
- Hyalinobatrachium bergeri (Cannatella, 1980)
- Hyalinobatrachium cappellei Van Lidth de Jeude, 1904
- Hyalinobatrachium carlesvilai Castroviejo-Fisher, Padial, Chaparro, Aguayo-Vedia, and De la Riva, 2009
- Hyalinobatrachium chirripoi (Taylor, 1958)
- Hyalinobatrachium colymbiphyllum (Taylor, 1949)
- Hyalinobatrachium dianae Kubicki, Salazar, and Puschendorf, 2015
- Hyalinobatrachium duranti (Rivero, 1985)
- Hyalinobatrachium esmeralda Ruiz-Carranza and Lynch, 1998
- Hyalinobatrachium fleischmanni (Boettger, 1893)
- Hyalinobatrachium fragile (Rivero, 1985)
- Hyalinobatrachium guairarepanense Señaris, 2001
- Hyalinobatrachium iaspidiense (Ayarzagüena, 1992)
- Hyalinobatrachium ibama Ruiz-Carranza and Lynch, 1998
- Hyalinobatrachium kawense Castroviejo-Fisher, Vilà, Ayarzagüena, Blanc, and Ernst, 2011
- Hyalinobatrachium mesai Barrio-Amorós and Brewer-Carias, 2008
- Hyalinobatrachium mondolfii Señaris and Ayarzagüena, 2001
- Hyalinobatrachium muiraquitan Oliveira and Hernández-Ruz, 2017
- Hyalinobatrachium munozorum (Lynch and Duellman, 1973)
- Hyalinobatrachium orientale (Rivero, 1968)
- Hyalinobatrachium orocostale (Rivero, 1968)
- Hyalinobatrachium pallidum (Rivero, 1985)
- Hyalinobatrachium pellucidum (Lynch and Duellman, 1973)
- Hyalinobatrachium ruedai Ruiz-Carranza and Lynch, 1998
- Hyalinobatrachium talamancae (Taylor, 1952)
- Hyalinobatrachium tatayoi Castroviejo-Fisher, Ayarzagüena, and Vilà, 2007
- Hyalinobatrachium taylori (Goin, 1968)
- Hyalinobatrachium tricolor Castroviejo-Fisher, Vilà, Ayarzagüena, Blanc, and Ernst, 2011
- Hyalinobatrachium valerioi (Dunn, 1931)
- Hyalinobatrachium vireovittatum (Starrett and Savage, 1973)
- Hyalinobatrachium yaku Guayasamin, Cisneros-Heredia, Maynard, Lynch, Culebras, and Hamilton, 2017